# Bushmaster (cómic)
Bushmaster — Boa Constrictor en España—  es el nombre de dos supervillanos ficticios que aparecen en cómics estadounidenses publicados por Marvel Comics. El primero fue un maestro criminal, mientras que el segundo jefe de Bush recibió superpoderes, ya que tenía una larga cola de serpiente mecánica injertada en su torso y brazos biónicos.
Mustafa Shakir interpretó la versión de John McIver de Bushmaster en la serie de Netflix Luke Cage en la segunda temporada.

## Historial de publicaciones
El primer Bushmaster (John McIver) apareció por primera vez en Iron Fist vol. 1 # 15 (septiembre de 1977) creado por el escritor Chris Claremont y el escritor / artista John Byrne. John McIver, conocido como John Bushmaster, se convirtió en jefe del crimen de Maggia en Europa y luego se expandió a los Estados Unidos. En los Estados Unidos, fue confrontado por Misty Knight, Iron Fist y Power Man. Debido a un accidente durante una pelea con Power Man, Bushmaster se transformó en "Metal No Viviente", que más tarde condujo a su muerte.

## Biografía del personaje ficticio

### John McIver
John McIver era un poderoso jefe criminal, financista y organizador criminal, y el hermano de Quincy McIver. Cuando era adolescente, John y Quincy crecieron en una isla no identificada en el Mar Caribe. A diferencia de Quincy, John fue lo suficientemente rápido e inteligente como para no meterse en problemas, a pesar de los robos de los comerciantes locales . Después de que John descubrió que Quincy dejó escapar a un par de hermanos de un tendero quien lo había atrapado, John le dio una paliza a Quincy. Unas noches más tarde, John golpeó al tendero hasta la muerte. Años más tarde, John estaba al servicio de Herve Argosy, donde trabajó como su hombre musculoso en su negocio de extorsión de armas. John consiguió a Quincy con Herve Argosy, pero Quincy recibió las cuatro extremidades cortadas por una hélice a motor en la primera misión. John visitó a Quincy en el hospital para burlarse de su desgracia. John McIver luego tomó el nombre de John Bushmaster y se dirigió a Europa para llevar a cabo parte del comercio de Argosy allí.
Varios años más tarde, John Bushmaster logró hacerse cargo de la sucursal europea de la Maggia. A medida que comenzó a mostrar interés en expandirse a los Estados Unidos comenzando por Nueva York, atrajo la atención del FBI, la CIA y la Interpol, donde no se han infiltrado en su organización. El fiscal de distrito de Nueva York envió a Misty Knight para que lo apuñale con el alias de Maya Korday. Ella lo hizo con tanto éxito. Bushmaster regresó temprano de su conferencia de prensa y saludó calurosamente a Maya en el balneario de Cutlass Bay en la isla caribeña de Ste. Emile.
Bushmaster acordó asestar un golpe a Iron Fist para un hombre llamado Shrieve. Al descubrir esto, Maya enfurecida usó su brazo biónico para obligar a Bushmaster a decirle dónde ocurriría el golpe. Maya luego fue a un bote donde Bushmaster planeó verla muerta.
Bushmaster envió a sus agentes para capturar a Claire Temple y Noah Burstein. Bushmaster convocó a Power Man a su mansión en el Lago Míchigan, donde les mostró los videos de los rehenes y los amenazó con matarlos si no le traían a Misty Knight. A cambio, Bushmaster ofreció darles cintas de video proporcionadas por un usuario de tecnología llamado Gadget que demostraría su inocencia por los crímenes en los que inicialmente se enmarcaba a Luke Cage. Para asegurarse de que Power Man siguiera su oferta, Bushmaster envió Shades y Comanche para seguirlos. Power Man terminó peleando contra Misty Knight, Colleen Wing y Iron Fist. Cuando Luke Cage aparentemente fue derrotado por Iron Fist, Shades y Commanche le informaron esto a Bushmaster. En la prisión de Seagate, Bushmaster obligó a Noah Burnstein a utilizar el proceso de "Power Man" sobre él en una medida aún mayor que fue utilizada en Luke Cage. Power Man, Iron Fist, Misty Knight y Colleen Wing lucharon contra Bushmaster en la prisión de Seagate, donde Bushmaster demostró ser más poderoso que Luke Cage. En el transcurso de la batalla, Power Man y Bushmaster atravesaron una cuba química y se rociaron con productos químicos que luego fueron electrificados por una línea eléctrica rota. Bushmaster fue creído muerto en la explosión resultante.
Bushmaster sobrevivió y su cuerpo continuó mutando, transformándose en metal sin vida. Mientras aún podía moverse, Bushmaster hizo que sus agentes capturaran a Emma, la esposa de Noah Burnstein, para forzar a Noah a revertir el proceso. Sus agentes también capturaron a Power Man y lo trajeron a Seagate para ser usado como conejillo de Indias. Virtualmente inmóvil, Bushmaster observó como Noah Burnstein comenzaba el proceso. Cuando Iron Fist llegó y destrozó el tanque para rescatar a Power Man, Bushmaster buscó un interruptor de señal para ordenar a sus hombres que mataran a Emma Burnstein, pero mientras lo hacía, su transformación se aceleró y lo dejó en una forma inmóvil de acero inerte a menos de una pulgada de distancia el interruptor. Su cuerpo comenzó a desmoronarse dejando solo un esqueleto de metal.
El hijo del jefe de Bush, Cruz Bushmaster, llevó los restos de su padre a una fortaleza de la isla frente a la costa de St. Croix para que Noah Burnstein pudiera resolver los problemas de seguridad en el proceso de "Power Man". Cruz Bushmaster tenía los restos de su padre y Luke Cage en una cámara para absorber los efectos negativos del proceso de "Power Man". John Bushmaster fue revivido por las energías y se hizo cargo del cuerpo de Cruz. John Bushmaster en el cuerpo de Cruz recibe el nombre de Power Master y ataca a Luke Cage. En el último momento, Iron Fist llegó y liberó a Luke Cage del control de Power Master. Luke Cage luego pone un cable de alimentación en Power Master que termina absorbiendo la energía como una esponja. Cuando Power Master comenzó a absorber demasiada energía, Luke Cage y Iron Fist escaparon mientras que la fortaleza de Cruz Bushmaster explotó.

### Quincy McIver
Quincy McIver nació en una isla caribeña y es el hermano menor del primer Bushmaster. Se convirtió en cuádruple amputado cuando perdió los brazos y las piernas en un accidente en un bote mientras intentaba evadir a la policía bajo el agua.
Poco después, la Compañía petrolera Roxxon lo equipó con brazos biónicos y una cola similar a una serpiente en el lugar de la mitad inferior de su cuerpo. Él tomó el nombre "Bushmaster" de su hermano caído. Años después, Sidewinder alistó a Bushmaster para unirse al sindicato criminal conocido como Sociedad de la Serpiente. Bushmaster estaba agradecido por la unidad y el empleo estable. Después de todo, se consideraba un bicho raro, y la Sociedad era su mejor oportunidad en la vida. De hecho, hizo una amiga en Iguana, una compañera miembro de la Sociedad.
En su primera misión con la Sociedad de la Serpiente, fue contratado por A.I.M. para perseguir a M.O.D.O.K. M.O.D.O.K. cortó los apéndices artificiales de Bushmaster, e Iguana salvó la vida de Bushmaster. Pronto recibió nuevos brazos biónicos.
Después de que Viper se hizo cargo de la Sociedad, Bushmaster permaneció leal a Sidewinder. Fue envenenado por Viper, pero fue salvado por el Capitán América e Iguana. Luego participó en la misión de Sociedad de la Serpiente para recuperar objetos místicos para Ghaur y Llyra. Se retiró del combate contra los X-Men para pagar su deuda con Iguana.
Sidewinder, desilusionado por las traiciones de algunas de las Serpientes, había entregado el control del gremio a la Cobra, y Bushmaster le servía a continuación. En el juicio de Iguana, Bushmaster votó para salvarle la vida de una sentencia de muerte. Después del juicio, Bushmaster luchó contra Iguana, y luego, el Capitán América y Paladín. Finalmente fue puesto bajo custodia. Más tarde fue liberado de la Bóveda.
Durante la historia de "Civil War" de 2006 , Bushmaster es uno de los villanos capturados por el Barón Zemo y obligado a unirse a Thunderbolts. Aparece brevemente junto con otros miembros de la Sociedad de la Serpiente, Rey Cobra y Rattler.
Alyosha Kraven más tarde comenzó a coleccionar un zoológico de superhumanos de temática animal, incluyendo Gárgola, Tiburón Tigre, Canguro, Aragorn (la versión que era propiedad del Caballero Negro del Vaticano), Buitre, Mangosta, Hombre-Toro, Hombre Dragón, Enjambre, Mandril, Grizzly, Hombre Rana y Rhino. Bushmaster aparentemente fue asesinado por Kraven y dejado boca abajo en el agua a bordo del barco que se hunde.
Más tarde, varios miembros de Sociedad de la Serpiente, entre ellos Anaconda, Black Mamba, Bushmaster y Cottonmouth, se enfrentaron a miembros de los Nuevos Vengadores en un entorno semi-tropical. Fue derrotado por Ronin y Luke Cage.
Durante la historia de "Avengers vs. X-Men", Bushmaster fue visto con la Sociedad de la Serpiente donde estaban robando un banco hasta que fueron derrotados por Hope Summers.
Como parte de la iniciativa All-New, All-Different Marvel, Bushmaster aparece como miembro de la Sociedad de la Serpiente, Viper, bajo el nuevo nombre de Soluciones de la Serpiernte.
Bushmaster aparece en la historia del "Imperio Secreto" de 2017 donde él y el resto de la Sociedad de la Serpiente son miembros de la Armada del Mal. Él junto a Puff Adder y Viper atacan a una mujer en el bosque cuando es salvada por un hombre barbudo y demacrado con un uniforme de la Segunda Guerra Mundial que se presentó como Steve Rogers.

## Poderes y habilidades
El primer Bushmaster tenía habilidades de lucha callejera. Más tarde pasó por el mismo proceso que le dio a Luke Cage sus poderes que le dieron fuerza y durabilidad sobrehumanas. Como Power Master, puede absorber energías de otras personas. 
El segundo Bushmaster recibió extremidades protésicas biónicas y una cola unida mediante cirugía cortesía de Compañía Petrolera de Roxxon y Corporación Brand. Su larga cola biónica, sobrehumanamente fuerte, como de serpiente, le permite moverse y golpear a una velocidad sobrehumana. Él tiene dos "colmillos" de 6 pulgadas (150 mm) atados a la parte posterior de cada una de sus manos, que son agudas como agujas en las puntas y contienen un veneno de acción rápida derivado del veneno de serpiente.

## Otras versiones
En el universo Ultimate, Bushmaster es un miembro de la pandilla llamada Serpientes Skulls. Sirvió como teniente del grupo hasta que fue asesinado por el Azote del Inframundo.
Durante la historia de "Secret Wars" de 2015, se vio una versión zombificada de Bushmaster (Quincy) entre varios otros villanos mejorados por Ultron. Durante la batalla final, fue asesinado por Janet van Dyne.

## En otros medios
- La versión de Quincy McIver de Bushmaster aparece en The Avengers: Earth's Mightiest Heroes, episodios, "Ultron-5", "Along Came a Spider..." y "Yellowjacket". Él es un miembro de la Sociedad de la Serpiente y está representado por tener una apariencia de serpiente.
- La versión de John McIver de Bushmaster aparece en la segunda temporada de Luke Cage, retratado por Mustafa Shakir.[26] Esta versión del personaje es jamaiquino y tiene una conexión pasada con la familia Stokes en el sentido de que su padre, Quincy McIver, era socio comercial de Buggy Stokes. Sin embargo, los Stokes traicionaron a la familia de McIver y mataron a sus padres.[27] Un día, McIver recibió un disparo en el mercado del hermano de Buggy, Pete, y fue rescatado por su tío Paul "Anansi" Mackintosh usando raíz de solanáceas. Se da a entender que sobrevivió debido a una vacuna que recibió de su juventud.[28] Años después, se fija en tomar Harlem de Mariah Dillard, La nieta de Buggy, pero cambia su enfoque brevemente a Luke Cage, a quien encuentra problemático.[29] Cage lo enfrenta en su escondite mientras busca a Nigel, a quien McIver había matado y decapitado previamente. Más tarde, confronta a Cage atacándolo en la calle.[30] Después de noquearlo, McIver mancha la reputación de Cage y continúa su ataque contra Dillard.[31] Después de matar a algunos de los asociados de Dillard, algo de lo que McIver estaba orgulloso, Anansi lo regaña por ello. Cage se enfrenta a McIver nuevamente, pero esta vez logra vencerlo. Sin embargo, en el último momento, McIver temporalmente paraliza a Cage y lo patea hacia el río, aunque sobrevive.[32] McIver eventualmente captura a Piranha Jones y lo obliga a darle los números contables de Dillard, dejándola con prácticamente nada, tomando el club nocturno Harlem's Paradise y matando a Jones después. Luego llega a la casa de Dillard e intenta quemarla viva, pero Cage la rescata.[27] Al enterarse de su supervivencia y el rescate de Cage de ella, McIver enojado envía un golpe a Dillard, Cage y sus seres queridos.[33] Finalmente, Nandi Tyler (un detective de la policía y el rival de Misty Knight) deja donde está Dillard y McIver aparece con sus hombres para llevarla a ella y a su hija Tilda. Cage lucha contra McIver y lo somete con éxito para que llegue la policía. Sin embargo, mientras está bajo custodia, McIver se escapa y llega a la tienda de Tilda donde él la obliga a ayudarlo.[34] Tilda logra curar a McIver con la pequeña solanácea que le queda, solo para descubrir que Anansi fue asesinado por Dillard. Él ve a su tía Ingrid y habla con Cage, quien le dice que necesita irse.[28] Dillard intenta golpear a McIver con drogas en su nombre, lo que hace que él y Cage saquen un almacén juntos. Aun intenta atentar contra la vida de Dillard a petición de Tilda, que también la quiere muerta, pero Cage finalmente vence a McIver para siempre, que huye golpeado y magullado.[35] Con su apuesta por Harlem, un McIver herido y cansado decide regresar a Jamaica con Ingrid dejando a Tilda con el deseo de matar a Dillard ella misma.[36]
  - Quincy McIver es mencionado como el padre de John, a diferencia de su hermano, quien fue traicionado y asesinado por la familia Stokes en la década de 1980, dejando su venganza y su familia en Harlem.